# 2012 EG5
2012 EG5 es un asteroide cercano a la Tierra de la categoría Apolo con un diámetro estimado de 47 m. El asteroide fue descubierto el 13 de marzo de 2012. El asteroide se acercó a 0.001539 UA de la Tierra durante su aproximación más cercana el 1 de abril de 2012, poco más de la mitad de la distancia entre la Tierra y la órbita de la Luna. Fue incluido brevemente en la Tabla de Riesgo Sentry con una probabilidad de 1 en 2,778,000 de impacto en 2107. Fue eliminado de la Tabla de Riesgos de Sentry el 1 de abril de 2012.